# Лан (река)
Лан (нем. Lahn) — река в западной Германии, правый приток Рейна.

## География
Исток реки расположен в горном массиве Ротхаргебирге в Рейнских Сланцевых горах (земля Северный Рейн-Вестфалия). Затем течет в юго-западном направлении в земле Гессен, впадает в Рейн в районе города Ланштайн (земля Рейнланд-Пфальц). Средний расход воды — 57 м³/с, зимне-весенние паводки. На 148 км от устья (до города Гисен) река канализирована и судоходна.

## Притоки
- Правые: Дилль, Эльббах, Гельбах, Бибер, Ульмбах, Керкербах, Перф.
- Левые: Ом, Ар, Вайль, Эмсбах, Мюльбах, Дёрсбах, Лумда, Ветшафт, Визекк, Цвестер-Ом.

## Города
На Лане расположены города: в верховье — курорт Бад-Ласфе, Марбург, Гисен, Вецлар, Лимбург; в низовьях — Вайльбург, курорт Бад-Эмс.

## Галерея

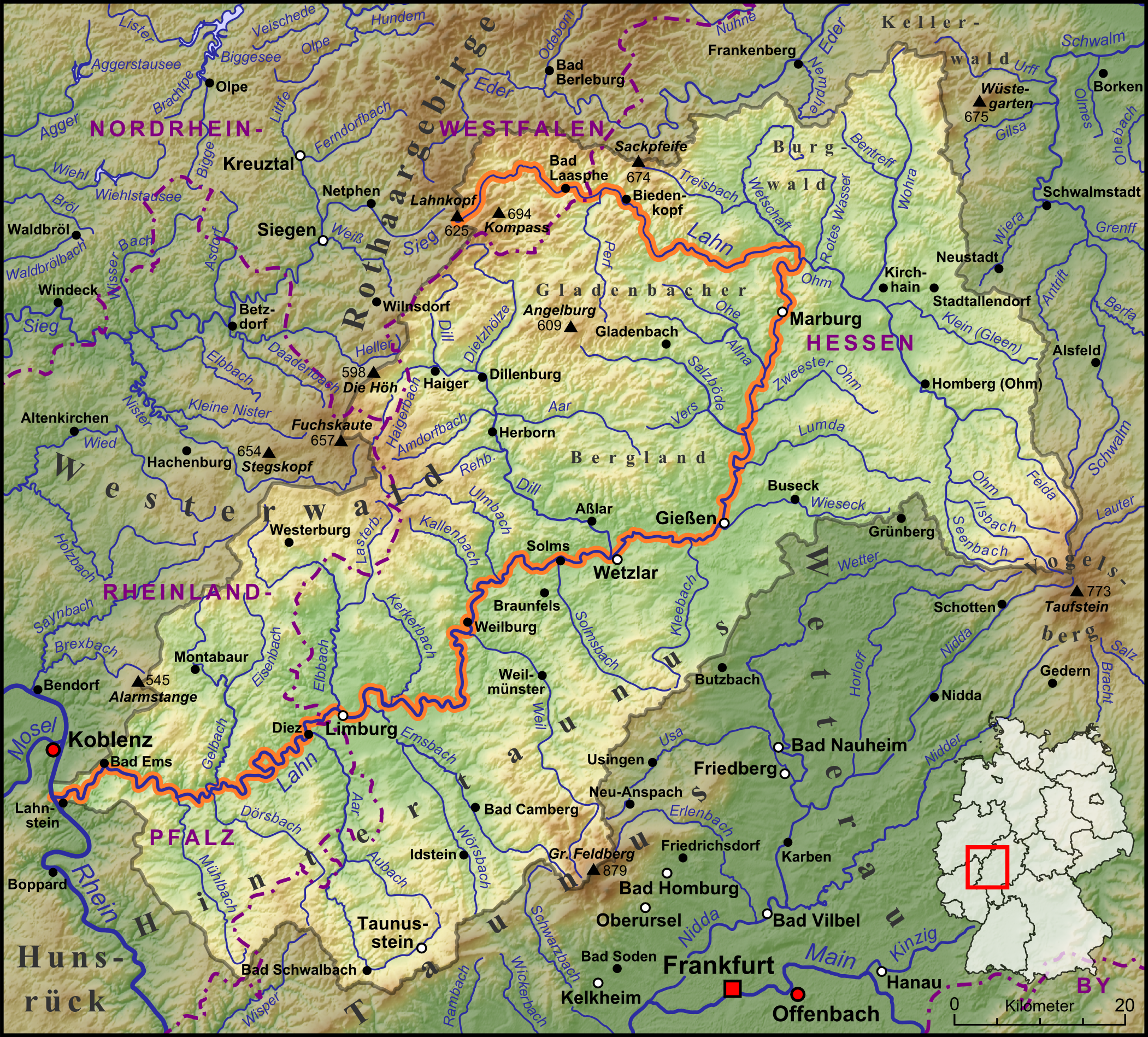
Бассейн реки Лан
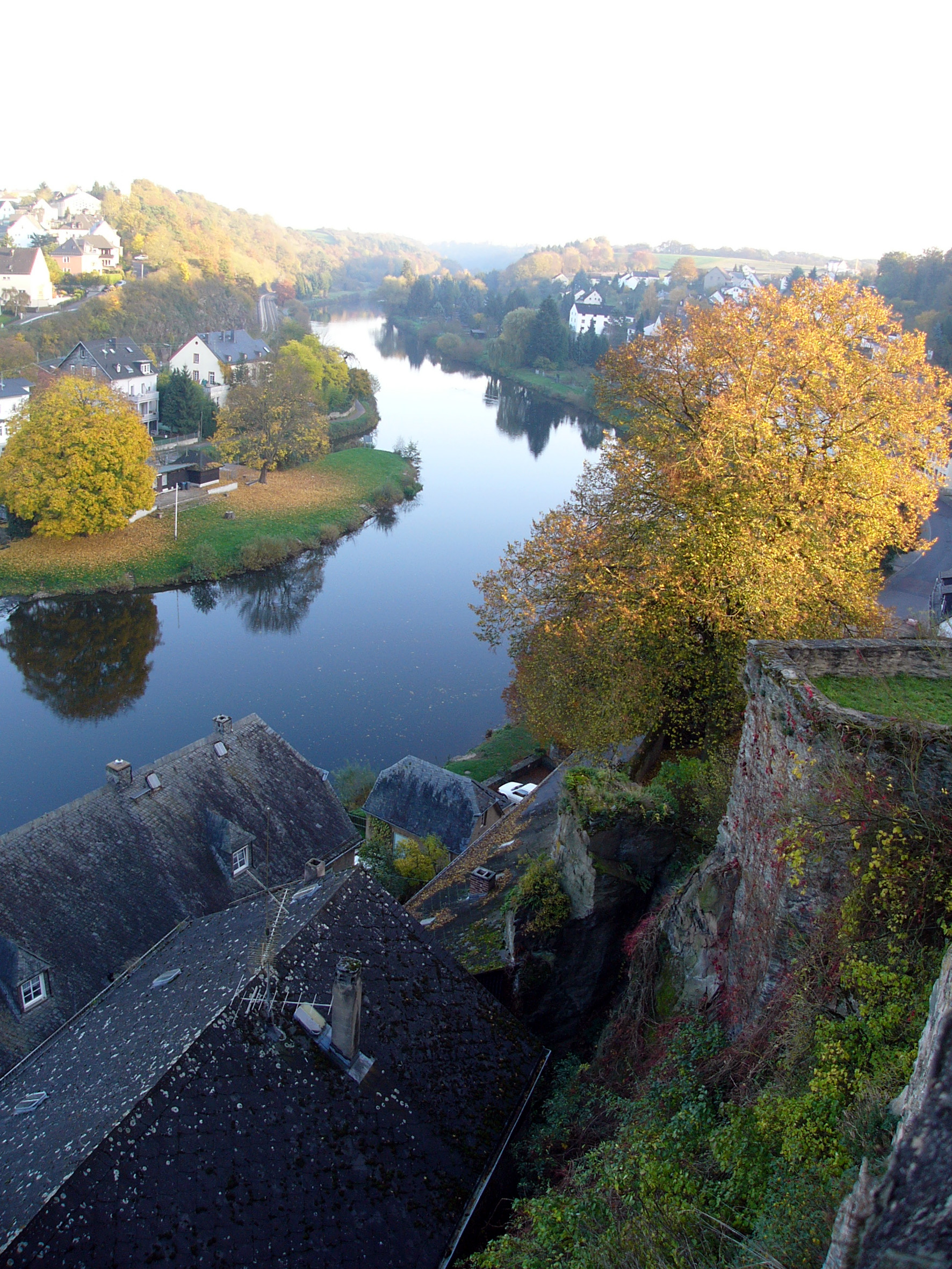
Река Лан